# Valéric de Bernage
Saint Valéric de Bernage (537-620), appelé aussi Vaulry, Vaury, Valery, Valère ou Valerius, est un ermite chrétien gallo-romain du VIe siècle. Il est vénéré comme saint par l'Église catholique. Sa fête est le 10 janvier.

## Éléments biographiques
Valéric est né en Belgique seconde dans une famille noble. Selon la légende décrite dans le Légendaire manuscrit du Périgord, il reçut une éducation chrétienne et réalisa des miracles. En 565, Il partit à Limoges vénérer le tombeau de saint Martial dont la renommée lui était parvenue.
Les clercs du monastère invitent d'abord  Valéric à rester avec eux, mais ils remarquent son amour pour la solitude. Ils lui offrent alors une montagne appelée Bernage, située près de Guéret (préfecture actuelle de la Creuse), au lieu où aujourd'hui un bourg porte son nom, Saint-Vaury.
Il vit de nombreuses années dans cette solitude, ne sortant que pour se rendre à l'église du bourg, et parfois au tombeau de saint Martial à Limoges. Les habitants des environs lui demandent souvent ses prières, et plusieurs d'entre eux s'installent près de sa cellule pour vivre sous sa direction. À un âge avancé, il meurt le 10 janvier, vers l'an 620.
L'église de la localité est dédiée à saint Julien de Brioude et à saint Vaury.